# Jean-Auguste Hatoulet
 (novembre 2018).
Si vous disposez d'ouvrages ou d'articles de référence ou si vous connaissez des sites web de qualité traitant du thème abordé ici, merci de compléter l'article en donnant les références utiles à sa vérifiabilité et en les liant à la section « Notes et références ».

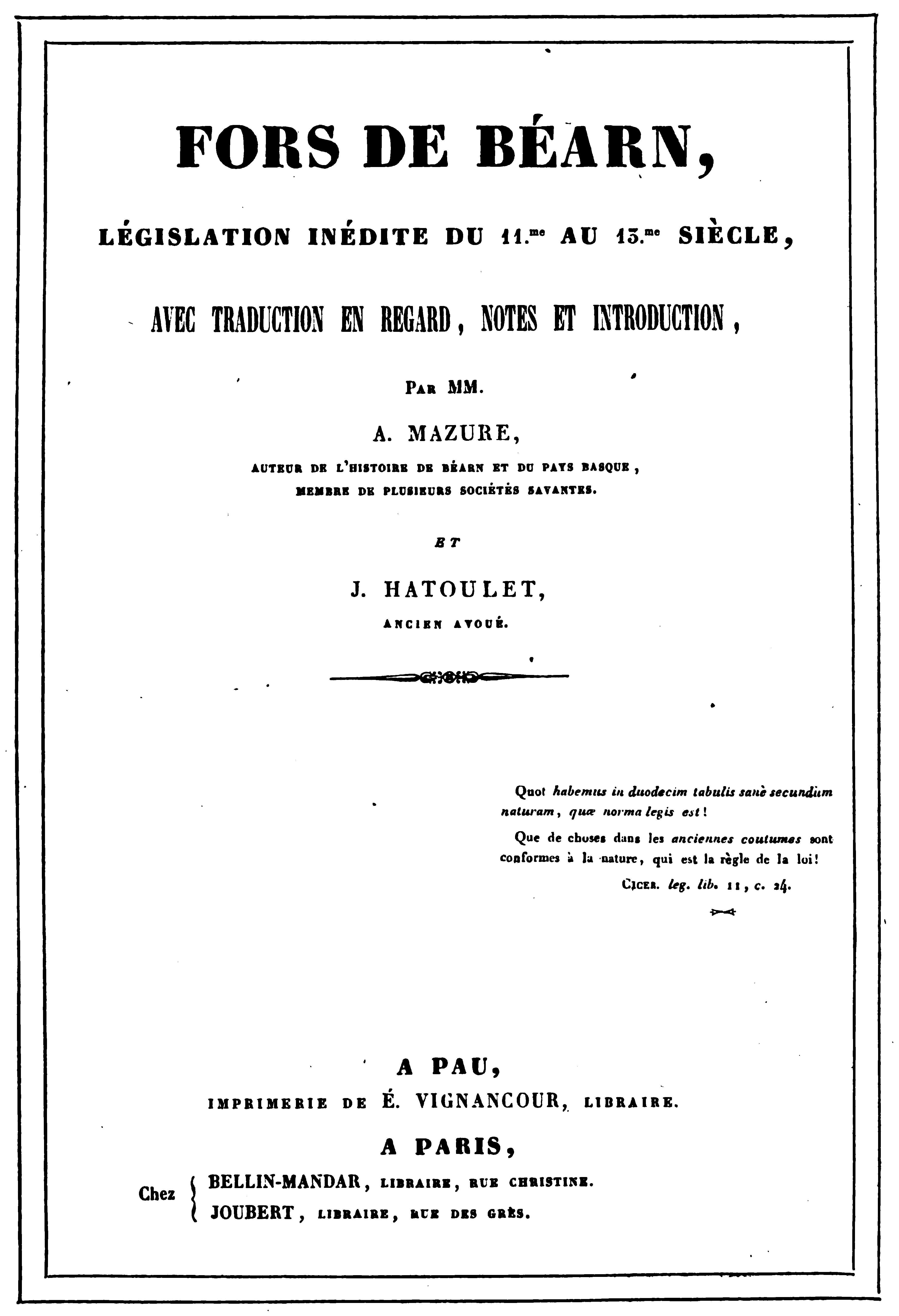
Fors de Béarn

Jean-Auguste Hatoulet (1799-1868) est un écrivain béarnais de langue d'oc, un traducteur et éditeur des Fors de Béarn. 

## Imitacion d'ua idila de Bion(norme classique)
L'aute dia dens lo boscatge

Un mainadòt gahava ausèth ;

En holejant lo diu volatge,

L'Amor entermiei deu brancatge,

Que's pen per l'ala aus estripets.

Susprés, lo mainatge cridava :

« Mon Diu, lo beròi auseròt ! »

E sus l'amor que se n'anava,

Fondè com bèth esparveròt.

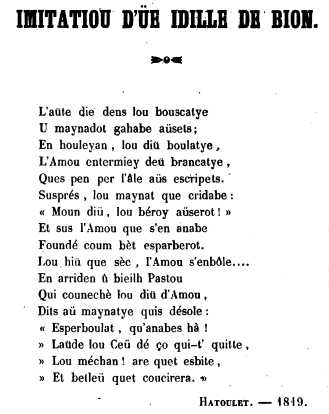
Imitatioun d'üe idille de Bion, in Émile Vignancour, 1860

(L'autre jour dans le bois / Un petit enfant attrapait des oiseaux ; En papillonnant le dieu volage / L'Amour au beau milieu du branchage, / Se prend l'aile aux cassepieds / Surpris l'enfant criait : "Mon Dieu, le bèl oisillon !" / Et sur l'amour qui s'en allait, / Il fondit comme un gros épervier.)

## Opinions d'écrivains contemporains
Émile Vignancour, éditeur historique (et lui-même auteur) des écrivains béarnais, dans l'avant-propos de son anthologie de 1860 (dans laquelle figurent des pièces de Hatoulet), le remercie de son aide pour la traduction des poèmes édités et parle "d'un de nos béarnais les plus érudits".
Alexis Peyret l'auteur béarno-argentin des Contes biarnès affirme dans sa préface avoir été inspiré par Hatoulet : "En l'an de grâce 1850, je me trouvais, après une longue absence, dans mon pays natal : c'est la ville de Pau que je veux dire. Je fis la connaissance de M. Auguste Hatoulet, bibliothécaire de la ville, homme d'esprit et très versé dans l'étude de la langue romane. Il avait traduit, conjointement avec M. Mazure, ex professeur de philologie au collège de la même ville, les Fors de Béarn, monument remarquable de la législation correspondant à l'époque où cette province avait une existence souveraine. Il était aussi l'auteur de plusieurs poésies béarnaises très jolies dont quelques-unes sont restées inédites. [...] Me promenant avec Hatoulet à la Haute Plante ou à la Place Grammont, je ne sais plus où, je fus amené à lui réciter quelque couplet de ma façon. [...] Ils plurent à Hatoulet [...] Il m'engagea à recommencer à versifier."

## Sources

### Œuvres

#### Philologie béarnaise
- Hatoulet et Picot. Proverbes béarnais. Lyon : Louis Perrin, 1862.
- Hatoulet et Adolphe Mazure.  Fors de Béarn, législation inédite du 11me au 13me siècle. Pau : Vignancour.

Fors de Béarn : législation inédite du 11me. au 13me. siècle, avec traduction en regard, notes et introduction 
- De l'idiome béarnais.

#### Éditions par Émile Vignancour de poésies en béarnais
- Estreés béarnaises, ta l'an 1820. Vignancour : Pau, 1820 Disponible sur google book.
- Poésies béarnaise. Vignancour : Pau, 1827. Disponible sur google book.
- Poésies béarnaise. Vignancour : Pau, 1852 Disponible sur google book.
- Poésies béarnaise. Vignancour : Pau, 1860 Disponible sur google book.

### Critique
- Michel Camelat, La Literature gascoune de las Hounts purmères à Oey lou die, Pau, Émile Vignancour, 1950
- Camproux, Charles. Histoire de la littérature occitane. Payot, 1953.
- Clavé, Paul. Littérature gasconne : prosateurs béarnais. Per Noste, 1980.
- Simin Palay. Dictionnaire du béarnais et du gascon modernes, troisième édition complétée, en 1 volume, CNRS (1980).
- Peyret, Alexis. Countes Biarnés, Buenos Aires : Lajouane Éditeur, 1890.